# Liste des gares de la Creuse

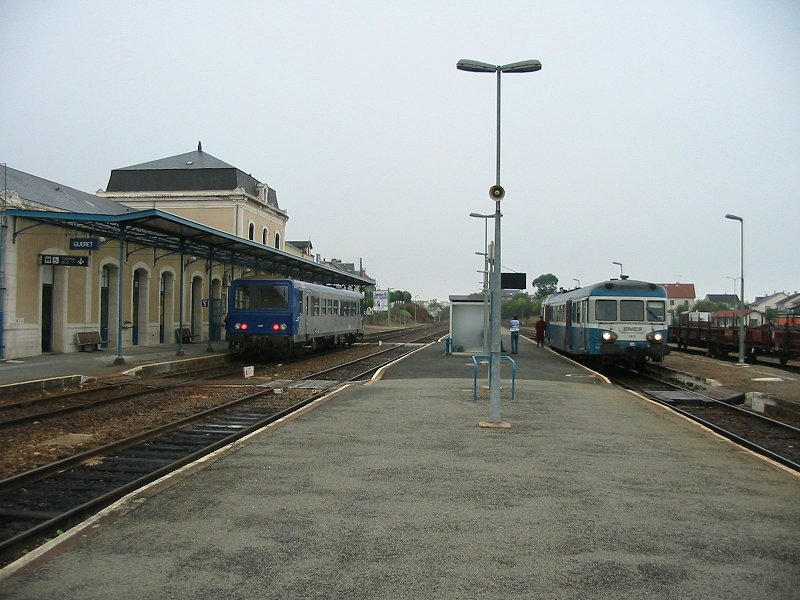
La gare de Guéret.

La liste des gares de la Creuse, est une liste des gares ferroviaires, haltes ou arrêts, situées dans le département de la Creuse, en région Nouvelle-Aquitaine.
Liste actuellement non exhaustive, les gares fermées sont en italique.

## Gares ferroviaires des lignes du réseau national
- Gare d'Aubusson
- Gare de Busseau-sur-Creuse
- Gare de Felletin
- Gare de Guéret
- Gare de La Souterraine
- Gare de Lavaufranche
- Gare de Lavaveix-les-Mines
- Gare de Marsac (Creuse)
- Gare de Montaigut
- Gare de Parsac - Gouzon
- Gare de Saint-Sébastien
- Gare de Vieilleville

### Gares fermées au trafic voyageurs: situées sur une ligne en service
- Gare d'Ahun
- Gare de La Brionne
- Gare de Bussière-Dunoise
- Gare de Chanon
- Gare de Forgevieille
- Gare de Moutier-Rozeille
- Gare de Sainte-Feyre

### Gares fermées au trafic voyageurs: situées sur une ligne fermée
- Gare d'Auzances
- Gare de Bonnat
- Gare de Bosmoreau-les-Mines
- Gare de Bourdaleix-Cornat
- Gare de Bourganeuf
- Gare de Boussac
- Gare de Budelière - Chambon
- Gare de Champsanglard
- Gare de La Chapelle-Baloue
- Gare de Clairavaux
- Gare de Clavière
- Gare de La Courtine
- Gare de Cressat
- Gare de Croze
- Gare de Dun-le-Palestel
- Gare d'Évaux-les-Bains
- Gare de Fourneaux
- Gare de Genouillac - Châtelus
- Gare de Glénic
- Gare de Jouillat
- Gare de Lafat
- Gare de Langledure
- Gare de Létrade
- Gare de Maison-Feyne
- Gare des Mars
- Gare du Mas-d'Artige
- Gare de Mérinchal
- Gare de Mortroux - Moutier
- Gare de Nouziers - La Forêt
- Gare de Reterre
- Gare de Saint-Dizier-Leyrenne
- Gare de Saint-Fiel
- Gare de Saint-Marien
- Gare de Saint-Martial-le-Mont
- Gare de Saint-Merd-la-Breuille
- Gare de Saint-Sulpice - Anzême
- Gare de Saint-Sulpice-le-Dunois
- Gare de Vaveix-Issoudun

## Les lignes ferroviaires
- Ligne de Paris à Toulouse
- Ligne de Bourges à Miécaze
- Ligne de Busseau-sur-Creuse à Ussel
- Ligne de Montluçon à Saint-Sulpice-Laurière
- Ligne de Vieilleville à Bourganeuf

## Les anciennes compagnies ferroviaires
- Compagnie du Chemin de fer de Paris à Orléans ou P.O
- Compagnie des chemins de fer de l'État